# Ncue
Ncue è una città della Guinea Equatoriale. Si trova nella Provincia Kié-Ntem e ha 1.683 abitanti.